# Саргсян, Левон Грачаевич
Левон Грачаевич Саргсян (арм. Լևոն Սարգսյան, 7 февраля 1968 — Ереван) — армянский предприниматель.
- 1988—1993 — Ереванский институт народного хозяйства. экономист.
- 1984—1986 — рабочий ДСО «Ашхатанк», в 1987 — рабочий на Ереванском хлебозаводе № 4.
- 1987—1989 — служба в советской армии.
- 1989—1990 — слесарь на заводе «Сириус».
- 1990—1995 — складчик, заместитель директора Ереванского мукомольного комбината.
- 1995—1996 — исполнительный директор ОАО «Бжни».
- 1996—1999 — начальник отдела сбыта Ереванского мукомольного завода.
- 1999—2003 — депутат парламента. Член постоянной комиссии по финансово-кредитным, бюджетным и экономическим вопросам. Член депутатской группы «Народный депутат».
- С 2002 — председатель ЗАО «Ереванский мукомольный завод».
- 2003—2007 — депутат парламента. Член постоянной комиссии по финансово-кредитным, бюджетным и экономическим вопросам. Член депутатской группы «Народный депутат». Член «РПА» (с 2006).
- 12 мая 2007 — избран депутатом парламента. Член постоянной комиссии по экономическим вопросам. Член партии «РПА».